# Струве Петро Бернгардович
Струве Петро Бернгардович (рос. Стру́ве Пётр Бернга́рдович, *26 січня (7 лютого) 1870 р., м. Перм — †26 лютого 1944 р., м. Париж) — російський громадський і політичний діяч, економіст й публіцист, історик та філософ. Російський представник легального марксизму, який виступав проти ідеології народництва.

## Життєпис

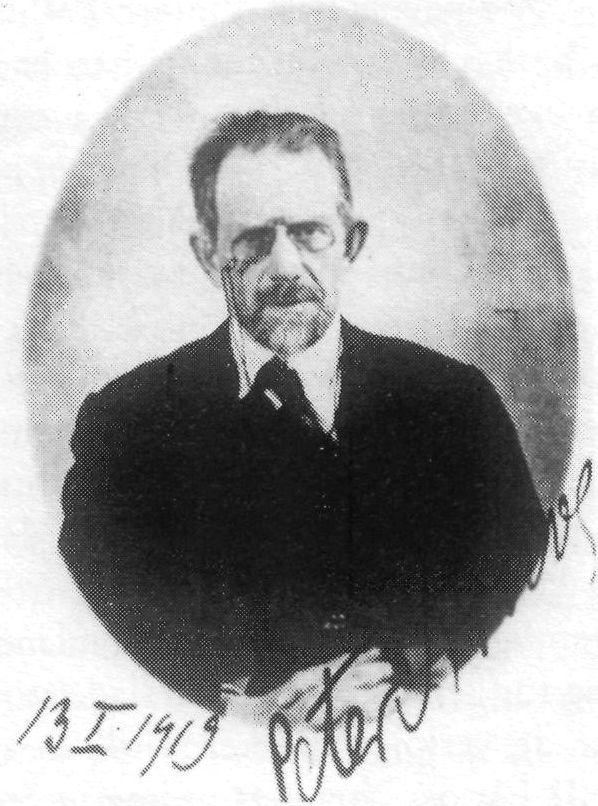
Петро Струве у 1919 р.

У 1895 р. закінчив Петербурзький університет, редагував журнали «рос. Новое слово», «рос. Начало», брав участь у складанні Маніфесту на І з'їзді РСДРП.
У  1899 році під редакцією Петра Струве було надруковано «Капіталу» Карла Маркса в перекладі на російську мову Лева Марковича Зака.
У роки революції 1905—1907 рр. став визначним представником конституційно-демократичної партії Росії, редактором її органу «рос. Русская мысль».
У 1906—1917 рр. викладав у Петербурзькій політехніці, депутат другої Державної Думи Російської імперії в 1906 р.; почесний член, академік Російської АН (1917).
Після Жовтневого перевороту 1917 р., під час громадянської війни в Росії 1917—1922 рр. став учасником «Білого руху», був міністром закордонних справ в уряді Врангеля П. М. (визнаного у Франції), був членом уряду Півдня Росії на чолі з Денікіним А. І..
Струве був противником так званої «Жовтневої революції» й влади більшовиків. Перебуваючи на засланні, він був видатним критиком Радянського Союзу.
Від 1921 р. — в еміграції, став лідером антирадянського її крила.
Репресований владою Третього Рейху. Похований на цвинтарі Сент-Женев'єв-де-Буа.
У своїй творчості пройшов еволюцію від соціально-демократичного до лівого лібералізму, був автором численних творів, співавтором збірників «рос. Вехи» й «рос. Из глубин». Він вперше здійснив спроби внести в марксизм ідеї неокантіанства. Виступав проти революції, протиставляючи їй шлях реформ.

## Праці
- (рос.)Струве П. Б. Критические заметки к вопросу об экономическом развитии России. — СПб., 1894.
- (рос.)«Моїм критикам» (1896).
- (рос.)«Проти ортодоксальної нетерпимості. Pro domo sua; На різні теми» (1902).
- (рос.)Струве П. Б., Отрывки о государстве // Русская Мысль. 1908. № 5.
- (рос.)Струве П. Б., Patriotica [Архівовано 23 квітня 2017 у Wayback Machine.]. / Сб. статей за 5 лет (1905—1910). — СПб., изд. Д. Жуковского. — 1911. — 620 с.
- (рос.) Струве П. Б., Общерусская культура и украинский партикуляризм [Архівовано 20 листопада 2018 у Wayback Machine.] // Русская мысль. 1912, Кн. I. — Москва, 1912.
- (рос.)Струве П. Б. Исторический смысл русской революции и национальные задачи [Архівовано 4 березня 2016 у Wayback Machine.]. // Из глубины. Сборник статей о русской революции. — 1918.
- (рос.)Струве П. Б., Генерал П. Н. Врангель [Архівовано 13 квітня 2016 у Wayback Machine.]. // Россия. — 1928. — № 35. — С.1.
- (рос.)Струве П. Б. Мои встречи и столкновения с Лениным // "Вестник русского христианского движения". — 1970. — № 1—2 (95—96). — С. 143—166.
- (рос.)Струве П. Б., Избранные сочинения. — М.: Росспэн, 1999. — ISBN 5-86004-145-4.
- (рос.)Струве П. Б., Три стиля русской исторической науки и С. Ф. Платонов [Архівовано 6 лютого 2016 у Wayback Machine.]. // История и историография России: из научно-литературного наследия русского зарубежья. М.: Русский мир. 2006.